# Montaigu (Vendée)
 Montaigu  es una población y comuna francesa, en la región de Países del Loira, departamento de Vendée, en el distrito de La Roche-sur-Yon y cantón de Montaigu.

## Demografía
| 2580 | 3279 | 4797 | 4661 | 4323 | 4708 |
| Para los censos de 1962 a 1999 la población legal corresponde a la población sin duplicidades (Fuente: INSEE [Consultar]) |      |      |      |      |      |